# Stapelia hirsuta
Stapelia hirsuta, és una espècie de planta amb flors que pertany a la família de les apocinàcies (Apocynaceae).

## Descripció

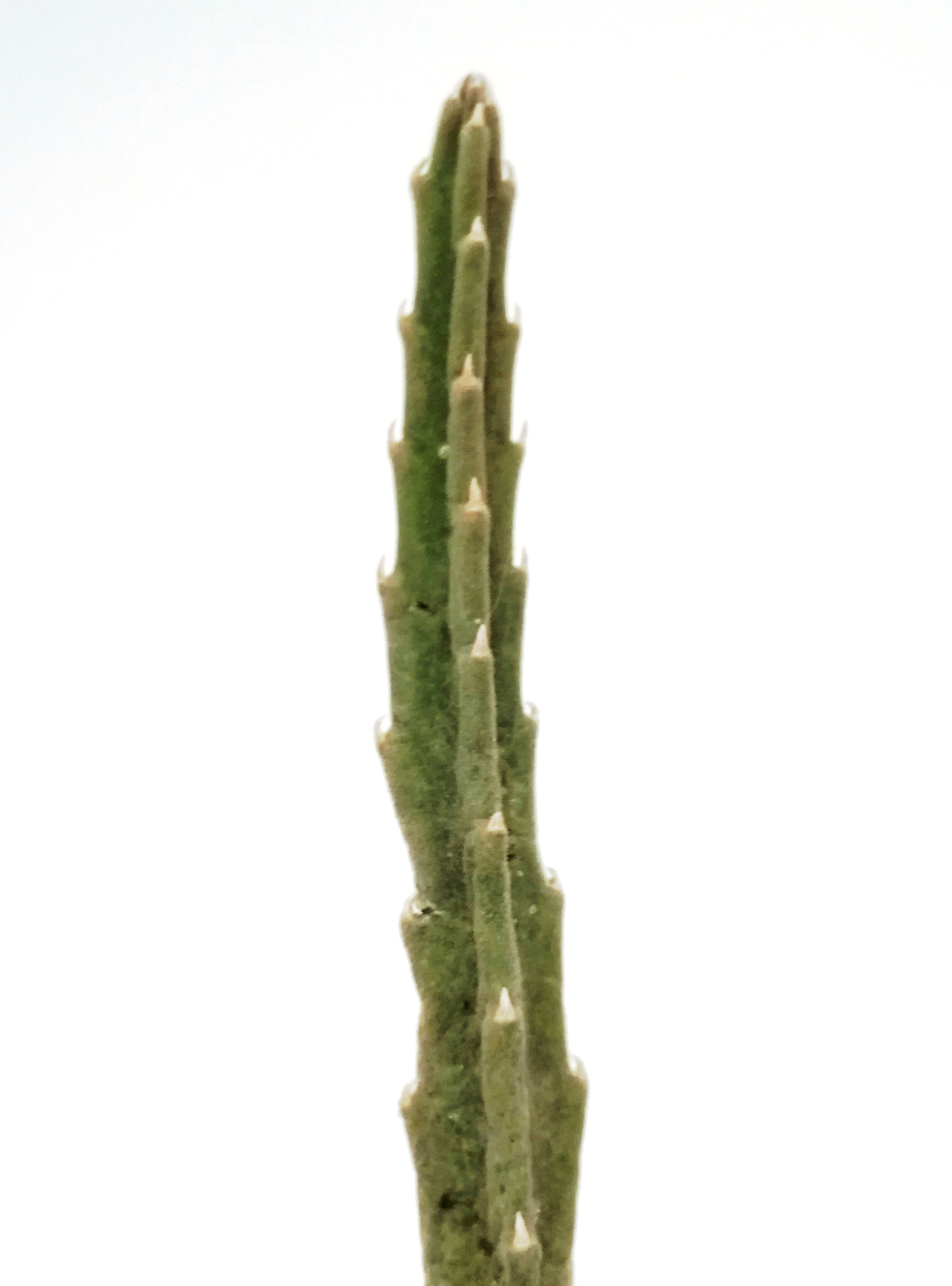
Tija que mostra els solcs còncaus característics entre els quatre angles

Les tiges de Stapelia hirsuta són de secció transversal subquadrangular, d'uns 20 cm d'alçada, d'1 cm a 2 cm de gruix. Arbres còncaus recorren verticalment les tiges, entre els seus quatre angles. Aquesta característica de vegades pot ajudar a distingir S. hirsuta de moltes altres espècies Stapelia amb les quals coexisteix de forma natural (per exemple, Stapelia rufa, Stapelia engleriana) que normalment tenen tiges també subquadrangulars, però de secció més arrodonida. La superfície de les tiges de S.hirsuta també solen ser poc pubescents. Els rudiments de les fulles fan 1-2 mm de llarg. Les poblacions que creixen en gresos poden tenir tiges glabres o clapejades de color porpra.
Les flors són planes, molt peludes, de color vermell fosc i s'assemblen a la carn podrida. La corol·la pot arribar a fer una amplada d'uns 5-15 cm. L'olor de carronya serveix per atreure diversos pol·linitzadors, especialment les mosques. El període de floració s'estén des de finals d'estiu fins a finals de tardor.

## Distribució i hàbitat
Aquesta espècie és endèmica de Sud-àfrica i el sud de Namíbia.
La seva àmplia distribució s'estén al llarg de l'extrem sud de l'àrida regió del Karoo, per tot el "Petit Karoo" al sud del Cap, fins a l'oest fins al Robertson Karoo i Swartland als afores de Ciutat del Cap. Es pot trobar a les zones de pluja principalment hivernals, a l'extrem oest de Sud-àfrica, cap al nord a través de la regió de Namaqualand, fins al nord fins al sud de Namíbia. Està absent a l'interior de Sud-àfrica.

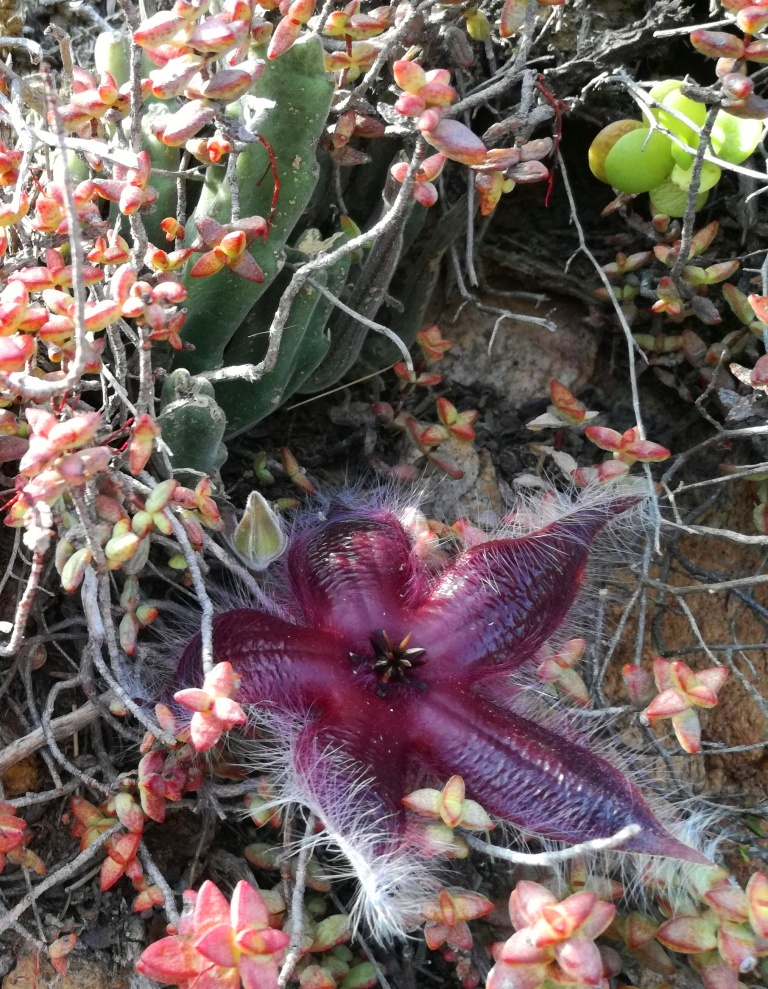
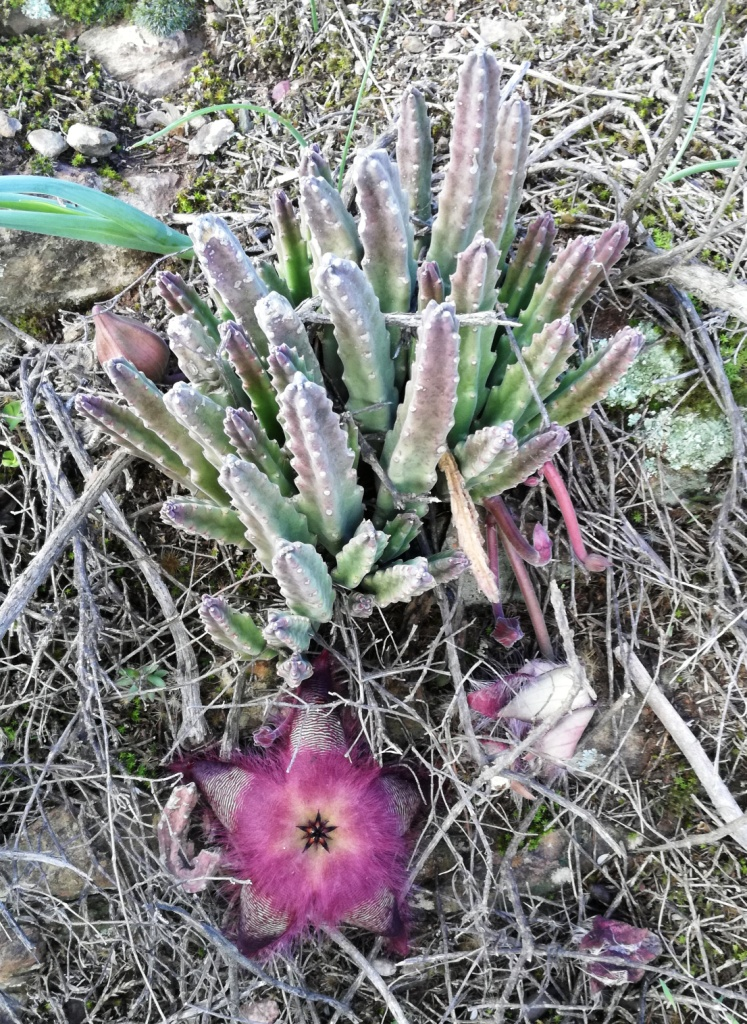
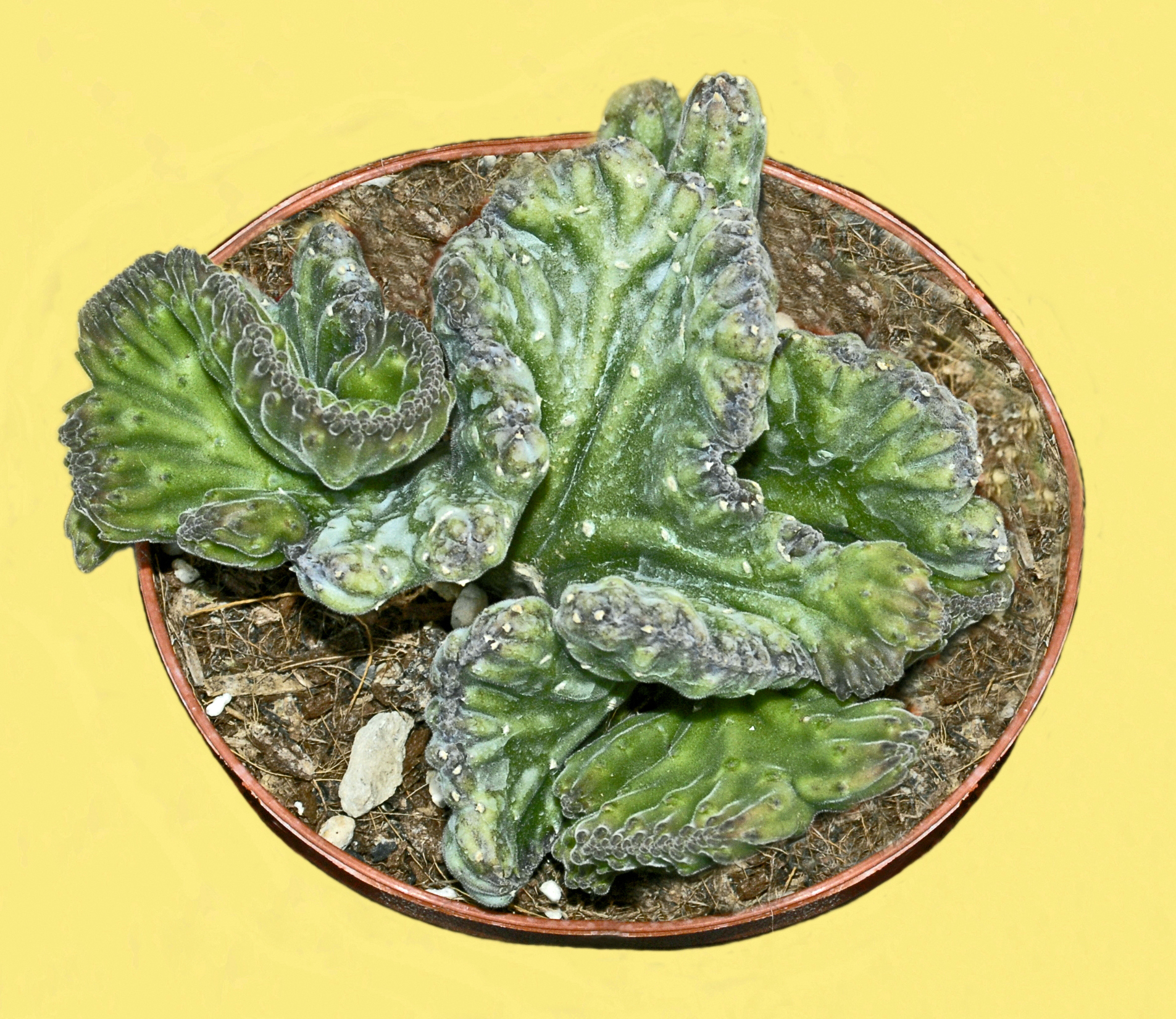
S. hirsuta 'Crestata'

## Taxonomia
Stapelia hirsuta va ser descrita per Carl von Linnaeus i publicada a Species Plantarum 1: 217. 1753. (1 de maig de 1753).
Etimologia
- Stapelia : el nom genèric Stapelia va ser nomenat per Carl Linnaeus en honor al metge i botànic neerlandès Johannes Bodaeus van Stapel (Jan Bode van Stapel, 1602–1636).[8]

- hirsuta: epítet llatí que significa "aspre, hirsut, eriçat".[9]

Subespècies
Aquesta espècie és extremadament variable amb diverses subespècies i molts híbrids.
- Stapelia hirsuta var. affinis	N.E. Br.
- Stapelia hirsuta var. comata N.E. Br.
- Stapelia hirsuta var. depressa N.E. Br.
- Stapelia hirsuta var. grata N.E. Br.
- Stapelia hirsuta var. longirostris N.E. Br.
- Stapelia hirsuta var. lutea N.E. Br.
- Stapelia hirsuta var. patula N.E. Br.
- Stapelia hirsuta var. unguipetala	N.E. Br.
- Stapelia hirsuta var. variegata[10]